# ВМЗ-170
ВМЗ-170 — российский высокопольный троллейбус большой вместимости для внутригородских пассажирских перевозок, производящийся в 1997—2003 годах на Вологодском механическом заводе.
ВМЗ-170 является первой собственной разработкой завода. До этого на заводе производилась сборка троллейбусов только по лицензии.
Модель троллейбуса используется во многих городах России.

## Описание
ВМЗ-170 является высокопольным троллейбусом большой вместимости для внутригородских пассажирских перевозок. Его стальной сварной корпус монтируется на стальном каркасе, состоящем из трубчатой рамы сложной пространственной формы, поперечных ферм и продольных лонжеронов. Корпус имеет три двери — одну узкую в носовой оконечности и две широкие — в середине и кормовой оконечности. Двери ширмовые, открываются и закрываются автоматически из кабины водителя посредством пневмопривода.
Система управления током через тяговый электродвигатель (ТЭД) реостатная автоматическая косвенная (групповой контроллер). Все коммутации силовых цепей из пускотормозных сопротивлений и ТЭД выполняются служебным низковольтным электромотором. Пускотормозные сопротивления ограничивают ток через ТЭД, таким образом управляется скорость его вращения и развиваемый им крутящий момент. ВМЗ-170 оснащен мотор-генератором для преобразования входного постоянного напряжения 550 В в низковольтное служебное 24 В. Это преобразование является очень простым — электромотор на 550 В вращает соосный с ним электрический генератор на 24 В. Недостатком такого решения является постоянный шум от работающего мотор-генератора. Однако хорошая смазка и центровка мотор-генератора позволяют понизить шум до терпимого уровня. Помимо этого, мотор-генератор оснащён вентилятором, служащим для более эффективного охлаждения пуско-тормозных реостатов. Низковольтная система включает в себя упоминавшийся выше групповой контроллер, наружное и внутреннее освещение и сигнализацию, приводы дверей и две аккумуляторные батареи. Благодаря разделению уровней напряжений, резко уменьшается опасность поражения пассажиров и водителя электрическим током. Всё электрооборудование внутри пассажирского салона и кабины водителя работает от безопасного напряжения 24 В. Силовые 550-вольтовые цепи и агрегаты изначально расположены под полом. Однако низкая электробезопасность подобного решения привела к тому, что в ходе модернизаций оборудование было перенесено на крышу троллейбуса, а также в шкаф за спиной водителя. В ходе капитально-восстановительного ремонта троллейбусов предыдущих выпусков в условиях депо или ремонтных заводов, высоковольтное оборудование также часто выносится на крышу.
Тормозная система ВМЗ-170 включает в себя электродинамический, стояночный и пневматический тормоз. Для обеспечения работы последнего машина оснащена пневмокомпрессором.
ВМЗ-170 представляет собой доработанный вариант ЗиУ-682В с вынесенным на крышу электрооборудованием.

## Эксплуатирующие города
Модели троллейбуса ВМЗ-170 можно встретить во многих городах России:
| Страна | Город           | Эксплуатирующая организация                    | Модификация | Количество           |
| Россия | Братск          | МП «Братское троллейбусное управление»         | ВМЗ-170     | 14 единиц            |
| Россия | Владимир        | ОАО «Владимирпассажиртранс»                    | ВМЗ-170     | 1 единица (учебный)  |
| Россия | Иркутск         | МУП «Иркутскгорэлектротранс»                   | ВМЗ-170     | 6 единиц             |
| Россия | Кемерово        | ОАО «Кемеровская электротранспортая компания»  | ВМЗ-170     | 1 единица (учебный)  |
| Россия | Москва          | ГУП «Мосгортранс»                              | ВМЗ-170     | 1 единица (музейный) |
| Россия | Мурманск        | ОАО «Электротранспорт»                         | ВМЗ-170     | 2 единицы            |
| Россия | Новочебоксарск  | Новочебоксарское МУП троллейбусного транспорта | ВМЗ-170     | 1 единица            |
| Россия | Рязань          | МУП «Управление рязанского троллейбуса»        | ВМЗ-170     | 1 единица            |
| Россия | Санкт-Петербург | Инициативная группа «Неватролл»                | ВМЗ-170     | 1 единица (музейный) |
| Россия | Хабаровск       | МУП ХТТУ                                       | ВМЗ-170     | 2 единицы            |

Ранее троллейбусы ВМЗ-170 работали в Архангельске, Березниках, Благовещенске, Вологде, Костроме, Кургане, Махачкале, Рыбинске, Твери и Туле.